# 1982 في بيرو
فيما يلي قوائم الأحداث التي وقعت خلال عام 1982 في بيرو.

## سياسة

### تعيين في المنصب
- 26 يوليو – فالنتين بانياغوا president of the Chamber of Deputies of Peru ‏.

## مواليد

### يناير
- 2 يناير – خوان كارلوس مارينيو لاعب كرة قدم بيروفي.

## وفيات

### يوليو
- 26 يوليو – ريكاردو غودوي (مواليد 1905)

### ديسمبر
- 30 ديسمبر – البرتو فارغاس (مواليد 1896)